# Trzebiński
Trzebiński – polski herb szlachecki z nobilitacji.

## Opis herbu
Opis z wykorzystaniem zasad blazonowania, zaproponowanych przez Alfreda Znamierowskiego:
W polu błękitnym tarcza czerwona, obarczona krokwią srebrną.
Klejnot: pięć piór strusich, dwa srebrne między czerwonymi.
Labry czerwone, podbite srebrem.
Opis ten pochodzi bezpośrednio z dokumentu nobilitacyjnego. W herbarzu Siebmachera można znaleźć wariant herbu z polem czerwonym, bez tarczy wewnętrznej z krokwią luzem i łękawicą w klejnocie. Wariant ten jest wymieniany przez Stanisława Teodora Chrząńskiego jako odmiana Abdanka.

## Najwcześniejsze wzmianki
Nadany Janowi Schilkrowi - Trzebińskiemu 18 marca 1595.

## Herbowni
Ponieważ herb Trzebiński był herbem własnym, prawo do posługiwania się nim przysługuje tylko jednemu rodowi herbownemu:
Szylchra-Trzebiński.